# Institut du cerveau et de la moelle épinière
Het Institut du cerveau et de la moelle épinière is een Franse particuliere non-profitorganisatie, een stichting gewijd aan de studie van de hersenen en neurologische of psychiatrische aandoeningen (Alzheimer, Parkinson, dystonie, epilepsie, multiple sclerose, beroerte, kanker, dementie, depressie, obsessief-compulsieve stoornis, autisme, enz.) evenals op het ruggenmerg (paraplegie, quadriplegie, enz.).
Het werd opgericht op 24 september 2010 op de site van het ziekenhuis Pitié-Salpêtrière en brengt 600 onderzoekers, ingenieurs en technici samen.

## Stichtende leden
Het ICM brengt persoonlijkheden samen uit alle geledingen van de samenleving (geneeskunde, sport, handel, bioscoop, enz.) En die hun verschillende expertisegebieden ten dienste van de Stichting hebben gesteld: Gérard Saillant (voorzitter van het ICM), Yves Agid (wetenschappelijk directeur), Olivier Lyon-Caen, Luc Besson, Louis Camilleri, Jean Glavany, Maurice Lévy, Jean-Pierre Martel, Max Mosley, Lindsay Owen-Jones, Michael Schumacher, Jean Todt, David de Rothschild of Serge Weinberg.
De ICM-sponsors zijn Jean Reno en Michelle Yeoh.

## iPEPS-incubator
Het ICM host een bedrijfsincubator. Vanaf december 2019 zijn meer dan 27 bedrijven gehuisvest in deze incubator.
- International Standard Name Identifier: 0000 0004 0620 5939
- Virtual International Authority File: 7150030636810962457